# بوژیدار ایسکرنوف
بوژیدار ایسکرنوف (بلغاری: Божидар Гeopгиeв Искренов؛ زادهٔ ۱ اوت ۱۹۶۲) بازیکن فوتبال اهل بلغارستان بود.
از باشگاه‌هایی که در آن بازی کرده‌است می‌توان به باشگاه فوتبال بوتو پلوودیو، باشگاه فوتبال رئال ساراگوسا، باشگاه فوتبال لوزان-اسپورت، باشگاه فوتبال لفسکی صوفیه، و باشگاه فوتبال زسکا صوفیه اشاره کرد.
وی همچنین در تیم‌های ملی فوتبال زیر ۲۱ سال بلغارستان و بلغارستان بازی کرده‌است.